# Україна на Чемпіонаті світу з легкої атлетики 2023
Україна на Чемпіонаті світу з легкої атлетики 2023, що відбувся з 19 по 27 серпня у Будапешті, була представлена у 18-ти (з 49) дисциплін програми чемпіонату командою у складі 29 спортсменів (11 чоловіків та 18 жінок).

## Призери
| Дисципліна        | Призер                   | Медаль | Дата      |
| ----------------- | ------------------------ | ------ | --------- |
| Потрійний стрибок | Марина Бех-Романчук (Хм) | 2      | 25 серпня |
| Стрибки у висоту  | Ярослава Магучіх (Днп)   | 1      | 27 серпня |

## Результати

### Чоловіки

#### Бігові дисципліни
| Біг на 400 метрів | Олександр Погорілко (См) | 45,31 | 45,37 | 27 | До наступної стадії змагань не потрапив |

#### Спортивна ходьба
| Дисципліна                        | Атлет                  | SB перед чемпіонатом | Результат  | Результат |
| Час                               | Місце                  |                      |            |           |
| --------------------------------- | ---------------------- | -------------------- | ---------- | --------- |
| Спортивна ходьба на 20 кілометрів | Сергій Світличний (См) | 1:23.48              | 1:22.28 SB | 28        |
| Спортивна ходьба на 35 кілометрів | Ігор Главан (См)       | 2:32.50              | 2:45.18    | 33        |
| Іван Банзерук (Вл)                | 2:34.52                | DNF                  | —          |           |

#### Технічні дисципліни
| Дисципліна            | Атлет                  | SB перед чемпіонатом | Кваліфікація | Кваліфікація          | Фінал                 | Фінал |
| Результат             | Місце                  | Результат            | Місце        |                       |                       |       |
| --------------------- | ---------------------- | -------------------- | ------------ | --------------------- | --------------------- | ----- |
| Стрибки у висоту      | Олег Дорощук (Крв)     | 2,26                 | 2,28 =PB     | 5 q                   | 2,20                  | 13    |
| Дмитро Нікітін (Жт)   | 2,24                   | 2,18                 | 28           | До фіналу не потрапив |                       |       |
| Андрій Проценко (Хрс) | 2,24                   | 2,28 SB              | 6 q          | 2,25                  | 11                    |       |
| Стрибки з жердиною    | Владислав Малихін (Кв) | 5,60                 | 5,35         | 26                    | До фіналу не потрапив |       |
| Штовхання ядра        | Роман Кокошко (Од)     | 21,52                | 19,17        | 29                    | До фіналу не потрапив |       |
| Метання молота        | Михайло Кохан (Днп)    | 79,37                | 78,47        | 2 Q                   | 79,59 SB              | 5     |
| Метання списа         | Артур Фельфнер (Кв)    | 83,04                | 73,94        | 32                    | До фіналу не потрапив |       |

### Жінки

#### Бігові дисципліни
| Дисципліна                       | Атлет                  | SB перед чемпіонатом | Забіг    | Забіг                                    | Півфінал                                 | Півфінал               | Фінал                  | Фінал |
| Час                              | Місце                  | Час                  | Місце    | Час                                      | Місце                                    |                        |                        |       |
| -------------------------------- | ---------------------- | -------------------- | -------- | ---------------------------------------- | ---------------------------------------- | ---------------------- | ---------------------- | ----- |
| Біг на 400 метрів                | Катерина Карпюк (Зп)   | 52,45                | 52,66    | 29                                       | До наступної стадії змагань не потрапила |                        |                        |       |
| Біг на 800 метрів                | Наталія Кроль (Рв)     | 1.59,77              | 2.01,62  | 44                                       | До наступної стадії змагань не потрапила |                        |                        |       |
| Ольга Ляхова (Пл)                | 2.01,79                | 2.03,11              | 49       | До наступної стадії змагань не потрапила |                                          |                        |                        |       |
| Біг на 400 метрів з бар'єрами    | Анна Рижикова (Днп)    | 54,53                | 54,70    | 13                                       | 54,42                                    | 10                     | До фіналу не потрапила |       |
| Вікторія Ткачук (Днц)            | 54,25                  | 55,05                | 16       | 55,43                                    | 19                                       | До фіналу не потрапила |                        |       |
| Біг на 3000 метрів з перешкодами | Наталія Стребкова (Тр) | 9.43,20              | 10.02,20 | 33                                       | До наступної стадії змагань не потрапила |                        |                        |       |

#### Спортивна ходьба
| Дисципліна                        | Атлетка                 | SB перед чемпіонатом | Результат  | Результат |
| Час                               | Місце                   |                      |            |           |
| --------------------------------- | ----------------------- | -------------------- | ---------- | --------- |
| Спортивна ходьба на 20 кілометрів | Людмила Оляновська (Кв) | 1:29.58              | 1:29.36 SB | 11        |
| Олена Собчук (Вл)                 | 1:30.48                 | 1:28.50 PB           | 10         |           |
| Ганна Шевчук (ІФ)                 | 1:34.25                 | 1:31.44 SB           | 20         |           |
| Спортивна ходьба на 35 кілометрів | Василина Сидорчук (Вл)  | 2:54.35              | 2:57.24    | 20        |
| Аліна Цвілій (Кв)                 | 2:55.39                 | 3:09.23              | 34         |           |

#### Технічні дисципліни
| Дисципліна             | Атлетка                  | SB перед чемпіонатом | Кваліфікація | Кваліфікація           | Фінал                  | Фінал |
| Результат              | Місце                    | Результат            | Місце        |                        |                        |       |
| ---------------------- | ------------------------ | -------------------- | ------------ | ---------------------- | ---------------------- | ----- |
| Стрибки у висоту       | Ірина Геращенко (Квм)    | 2,00                 | 1,89         | 9 q                    | 1,94                   | 5     |
| Ярослава Магучіх (Днп) | 2,01                     | 1,92                 | 1 q          | 2,01                   | 1                      |       |
| Юлія Левченко (Квм)    | 1,98                     | 1,89                 | 17           | До фіналу не потрапила |                        |       |
| Юлія Чумаченко (Днп)   | 1,92                     | 1,85                 | 23           | До фіналу не потрапила |                        |       |
| Стрибки в довжину      | Марина Бех-Романчук (Хм) | 6,59                 | NM           | —                      | До фіналу не потрапила |       |
| Потрійний стрибок      | 14,75                    | 14,55                | 4 Q          | 15,00 SB               | 2                      |       |
| Марія Сіней (Квм)      | 14,12                    | 13,38                | 32           | До фіналу не потрапила |                        |       |
| Метання молота         | Ірина Климець (Вл)       | 71,35                | 66,87        | 31                     | До фіналу не потрапила |       |